# Megacraspedus tristictus
Megacraspedus tristictus is een vlinder uit de familie tastermotten (Gelechiidae). De wetenschappelijke naam is voor het eerst geldig gepubliceerd in 1910 door Walsingham.
De soort komt voor in Europa.